# Gesetzgebungsverfahren in Bayern
Das Gesetzgebungsverfahren in Bayern wird durch die Verfassung des Freistaates Bayern und die Geschäftsordnung des Landtages geregelt und verläuft folgendermaßen:

Das Gesetzgebungsverfahren in Bayern

## Gesetzesinitiative
Gesetzesvorlagen können aus der Mitte des Landtags, vom Ministerpräsidenten namens der Staatsregierung oder im Rahmen der Volksgesetzgebung durch Volksbegehren eingebracht werden. Für die Einleitung eines Volksbegehrens sind mindestens 25.000 Unterschriften erforderlich, um erfolgreich zu sein muss mindestens ein Zehntel der Wahlberechtigten Bürger sich innerhalb von 2 Wochen in Listen eintragen.
(Art. 71 u. 74 BV)

## Behandlung im Landtag
Alle Gesetzesvorlagen, auch erfolgreiche Volksbegehren werden beim Präsidenten des Landtags eingereicht und in zwei Lesungen behandelt, wenn nicht eine dritte Lesung beantragt wird. Zu den Lesungen sind die Gesetzesvorlagen auf die Tagesordnung des Landtags zu setzen.

### Erste Lesung
In der Ersten Lesung werden nur die Grundsätze der Vorlage besprochen. Abänderungsanträge können dabei nicht gestellt werden. Verfällt die Gesetzesvorlage nicht der Ablehnung, so weist der Landtag sie dem federführenden Ausschuss zur Weiterbehandlung zu.

### Die Ausschüsse
Die Ausschüsse beraten unter der Regie des federführenden Ausschusses ausführlich über die Gesetzesvorlage und fassen einen Beschluss, der als "Beschlussempfehlung" an die Vollversammlung geht.

### Zweite Lesung
Die Zweite Lesung beginnt frühestens am dritten Tag nach der abschließenden Beratung des endberatenden Ausschusses. In der Regel findet eine allgemeine Aussprache statt. Eine Einzelberatung aller Vorschriften des Gesetzentwurfs oder eine Einzelabstimmung erfolgt nur, wenn dies von einem Mitglied des Landtags oder einer Fraktion verlangt wird. Bis zum Schluss der Zweiten Lesung können Anträge auf Änderung des Gesetzentwurfs gestellt werden.

### Dritte Lesung
Eine Dritte Lesung erfolgt nur auf besonderen Antrag. Grundlage sind die Beschlüsse der Zweiten Lesung.

### Schlussabstimmung
Nach Beendigung der Lesungen wird über die Annahme – unverändert bzw. in der in den Ausschüssen oder noch in der Vollversammlung abgeänderten Fassung – oder Ablehnung der Gesetzesvorlage abgestimmt.

### Volksentscheide
Nach einem erfolgreichen Volksbegehren hat der Landtag die Möglichkeit, diesen Gesetzesentwurf unverändert anzunehmen, damit wird es ein Gesetz. Lehnt der Landtag den Entwurf ab wird darüber ein Volksentscheid durchgeführt, bei dem der Landtag zusätzlich einen eigenen Vorschlag vorlegen darf. Die Bürger können für jeden Entwurf einzeln festlegen, ob sie gegen oder für ihn sind, und wenn sie mehreren Entwürfen zustimmen, auswählen, welchen sie bevorzugen. Ein Gesetz wird angenommen, wenn es mehr Ja-Stimmen, als Nein-Stimmen erhält.

### Verfassungsändernde Gesetze
Verfassungsändernde Gesetze müssen im Landtag eine Zweidrittelmehrheit erreichen und danach in einem Volksentscheid angenommen werden.

## Bekanntmachung und Inkrafttreten
Die verfassungsmäßig zustande gekommenen Gesetze werden dem Ministerpräsidenten zugeleitet, der sie unterzeichnet und binnen Wochenfrist im Bayerischen Gesetz- und Verordnungsblatt veröffentlichen lässt. In jedem Gesetz muss der Tag bestimmt sein, an dem es in Kraft tritt (Art. 76 BV).